# Разура
Разура (итал. Rasura) је насеље у Италији у округу Сондрио, региону Ломбардија.
Према процени из 2011. у насељу је живело 277 становника. Насеље се налази на надморској висини од 823 м.

## Становништво
Према резултатима пописа становништва 2011. у општини је живело 292 становника.
| 1931. | 1936. | 1951. | 1961. | 1971. | 1981. | 1991. | 2001. | 2011. |
| ----- | ----- | ----- | ----- | ----- | ----- | ----- | ----- | ----- |
| 342   | 344   | 448   | 425   | 361   | 363   | 329   | 306   | 292   |